# Marie Kondo
Marie Kondo (japonès: 近藤 麻理恵)  (Tòquio, 9 d'octubre de 1984) és una autora japonesa i consultora d'organització. Ha escrit quatre llibres sobre l'art d'organitzar coses i porta venuts gairebé quatre milions d'exemplars en 33 estats. Ha estat traduïda a múltiples idiomes, entre ells, el coreà, xinès, francès, alemany, anglès, espanyol i català. El seu llibre La màgia de l'ordre: eines per ordenar casa teva... i la teva vida! li ha obert les portes al mercat en català. Ha estat inclosa en la llista de les 100 persones més influents del món elaborada per la revista Time el 2015, i és l'única japonesa d'aquesta llista, juntament amb l'escriptor Haruki Murakami.
Kondo es va interessar des dels cinc anys per les revistes de decoració que comprava la seva mare i pel katazuke, terme japonès que fa referència a les accions de netejar i ordenar. Sent la mitjana de tres germans passava molt temps tota sola mentre el seu germà gran jugava als videojocs i la seva mare cuidava la seva germana petita, que encara era un bebè. Quan anava a l'institut li agradava ordenar les prestatgeries mentre els seus companys practicaven esport i en els anys d'universitat posar les coses en ordre l'ajudava a superar la pressió dels exàmens. Un dia va experimentar un estat de consciència d'ordre perfecte i va decidir fer de la seva passió la seva professió amb el seu senzill mètode KonMari, que conjumina la filosofia oriental, el fengshui i el coaching inspiracional.
El seu mètode va aparèixer en el context del triomf al Japó del danshari, una pràctica budista d'ordenar coses que estava de moda quan es publicaren els llibres de M. Kondo.

## Llibres
En japonès
- Jinsei ga Tokimeku Katazuke no Maho (人生がときめく片づけの魔法), Sunmark Shuppan, Tòquio, 2011, ISBN  978-4-7631-3120-1
- Jinsei ga Tokimeku Katazuke no Maho 2 (人生がときめく片づけの魔法2), Sunmark Shuppan, Tòquio, 2012, ISBN  978-4-7631-3241-3
- Mainichi ga Tokimeku Katazuke no Maho (毎日がときめく片付けの魔法), Sunmark Shuppan, Tòquio, 2014, ISBN  978-4-7631-3352-6
- Irasuto de Tokimeku Katazuke no Maho, The Illustrated Guide to the Life-Changing Magic of Tidying Up (イラストでときめく片付けの魔法, Sunmark Shuppan, Tòquio, 2015, ISBN  978-4-7631-3427-1

En català
- La màgia de l'ordre. Ara Llibres, 2015 ISBN 978-8416154579
- La felicitat després de l'ordre. Ara Llibres, 2016 ISBN 978-8416154845
- La màgia de l'ordre. La novel·la. Ara Llibres, 2018 ISBN 978-8416915590
- Felicitat a la feina. Ara Llibres, 2020 ISBN 978-8417804497